# Floreshoningvogel
De floreshoningvogel (Dicaeum rhodopygiale) is een zangvogel uit de familie Dicaeidae (bastaardhoningvogels). 

## Taxonomie
De vogel werd in 1928 door de Duitse dierkundige Bernhard Rensch geldig beschreven. Dit taxon werd door hem als een ondersoort van de Javaanse honingvogel beschouwd. Uit onderzoek gepubliceerd in 2019 bleek dat de status als aparte soort verdedigbaar is.

## Herkenning
De vogel is ongeveer 9 centimeter lang. De vogel lijkt sterk op de Javaanse honingvogel. Bij het volwassen mannetje zijn de kop, rug, vleugels en staartveren staalblauw. De buik en borst zijn overwegend lichtgeel met op de keel en borst een rode vlek. Bij deze soort is de rode vlek groter dan bij de Javaanse honingvogel. Het vrouwtje is grijsbruin gekleurd, van boven iets donkerder dan van onder. Kenmerkend bij haar is een rode vlek op de stuit.

## Verspreiding en leefgebied
De soort komt alleen voor op het eiland  Flores. De leefgebieden liggen in natuurlijk tropisch bos op hoogten boven de 800 meter boven zeeniveau.